# Хочу на Марс
«Хочу на Марс» — перша в Україні книга, написана у співавторстві з нейромережею. Авторами книги стали редакторка Мар'яна Горянська, дизайнер Олександр Ковалєвський та їх цифрові «двійники».

## Сюжет
Книга «Хочу на Марс» містить цікаву та докладну інформацію про найбільш таємниче місце відомого нам Всесвіту. Від планет до зоряних систем, від чорних дір до космічних війн — книга надасть маленьким дослідникам відповіді на ті питання, які їх найбільш цікавлять.

## Історія створення
Для книги-експерименту обрали космічну тематику — колонізацію людьми Марса. Автори уявили героя — дитину у віці 5—6 років, попереду в якої велике майбутнє, та вже зараз глибини космосу надихають героя на пошуки нових місць для життя людей. Тож чом би не полетіти на Марс та не стати його колонізатором?
Редакторка Мар'яна Горянська задавала штучному інтелекту питання від імені п'ятирічної дитини відбирала відповіді та редагувала їх ― щоб зробити тексти більш зрозумілими, Олександр Ковалєвський працював із ілюстраціями до книжки. В результаті отримали книжку «Хочу на Марс!» інструкцію про те, що робити, щоб стати космонавтом та маленьку енциклопедію з головними фактами про космос. Книжка сприяє розвитку дитячої уяви та зацікавленості в науці. Вона містить багато яскравих ілюстрацій, які допоможуть дітям зрозуміти, як виглядає Всесвіт в уявленні ШІ та яким чином люди можуть літати у космос.

## Враження авторів
Чесно кажучи, працювати було досить важко. ШІ дійсно спілкується з тобою, говорить компліменти, але ти нізащо не сплутаєш його з людиною ― ніякого особистого стилю, дуже складний лексикон, багато канцеляризмів, і навіть відомі факти потрібно перевіряти, бо зустрічаються помилки. Так, наприклад, ШІ заявив, що «рік на Марсі триває більше двох з половиною земних років — приблизно 687 днів.
— редакторка Мар'яна Горянська.
Але найгірше, що «ілюстрації ― це уявлення ШІ на космічну тематику, вони дуже красиві і складні, але не відповідають дійсності. Навчати дитину за цими ілюстраціями неможливо, але вони приваблюють дітей, заохочують мріяти і ми віримо, що будуть корисними для дошкільнят», ― дизайнер Олександр Ковалєвський.

## Рекорд
Книга «Хочу на Марс» видавництва «Ранок» встановила рекорд України, як перша в Україні книга створена за допомогою штучного інтелекту.
Рекорд був засвідчений представниками Книги рекордів України. А видавництво «Ранок» нагороджено дипломом за встановлений рекорд в категорії «Видавництво, вперше видана книга, створена із залученням ШІ».